# Boljetin
Boljetin (srbsky Бољетин) je vesnice ve východní části Srbska, administrativně spadající pod opštinu Majdanpek. Vesnice se nachází severovýchodně od samotného města, blízko údolí řeky Dunaje a v údolí řeky Boljetinska Reka. Od veletoku jej odděluje pohoří Greben. Okolí vesnice je zalesněno.
Z národnostního hlediska je obyvatelstvo v značné většině srbské národnosti (87 %) a zastoupena je i národnost vlašská (okolo 10 %). Počet obyvatel odlehlé vsi nicméně setrvale klesá. Podle některých informací vesnici založili v roce 1850 vysídlenci z Kosova.
Nedaleko vesnice se nachází archeologické naleziště Bunar a dále turecký hřbitov. Vesnice má také svoji školu. Druhé archeologické naleziště Vlasac bylo potopeno výstavbou elektrárny Železná vrata.